# ويلبر ديلاني
ويلبر ديلاني هو لاعب هوكي الجليد كندي، ولد في 1922.